# Vurlon Mills
Vurlon Mills (ur. 10 grudnia 1990) – gujański piłkarz występujący na pozycji napastnika, obecnie zawodnik trynidadzkiego T&TEC.

## Kariera klubowa
Mills rozpoczynał karierę piłkarską w wieku 20 lat jako zawodnik Fruta Conquerors, występującego w lidze regionu Georgetown. W 2011 roku przeszedł do trynidadzkiego T&TEC SC, beniaminka TT Pro League.

## Kariera reprezentacyjna
W seniorskiej reprezentacji Gujany Mills zadebiutował za kadencji selekcjonera Jamaala Shabazza – 22 maja 2011 w wygranym 3:2 meczu towarzyskim z Barbadosem. Premierowego gola w kadrze narodowej strzelił 25 sierpnia tego samego roku w wygranym 2:1 sparingu z Indiami. Brał także udział w eliminacjach do Mistrzostw Świata 2014, gdzie dwukrotnie wpisał się na listę strzelców w wygranej 2:1 konfrontacji z Bermudami.